# Elfstedenronde 2024
L'Elfstedenronde 2024, quarantunesima edizione della corsa e valida come prova dell'UCI Europe Tour 2024 categoria 1.1, si svolse il 5 maggio 2024 su un percorso di 199,9 km, con partenza e arrivo a Bruges, in Belgio. La vittoria fu appannaggio del norvegese Alexander Kristoff, il quale completò il percorso in 4h04'06", alla media di 49,136 km/h, precedendo il belga Jarne Van de Paar e il francese Pierre Barbier.
Sul traguardo di Bruges 130 ciclisti, dei 138 partiti dalla medesima località, hanno portato a termine la competizione.

## Squadre e corridori partecipanti
| N.    | Cod. | Squadra                 |
| ----- | ---- | ----------------------- |
| 1-7   | ADC  | Alpecin-Deceuninck      |
| 11-17 | IWA  | Intermarché-Wanty       |
| 21-27 | BWB  | Bingoal WB              |
| 31-37 | IPT  | Israel-Premier Tech     |
| 41-47 | LTD  | Lotto Dstny             |
| 51-57 | TDT  | TDT-Unibet Cycling Team |
| 61-67 | TFB  | Team Flanders-Baloise   |
| 71-77 | UXM  | Uno-X Mobility          |
| 81-87 | BTL  | Baloise-Trek Lions      |
| 91-97 | PSB  | Pauwels Sauzen-Bingoal  |

| N.      | Cod. | Squadra                        |
| ------- | ---- | ------------------------------ |
| 101-107 | SQD  | Soudal-Quick-Step Devo Team    |
| 111-117 | ARA  | ARA-Skip Capital               |
| 121-127 | PWB  | Philippe Wagner-Bazin          |
| 131-137 | TIS  | Tarteletto-Isorex              |
| 141-146 | BLN  | Team BridgeLane                |
| 151-157 | VWT  | VolkerWessels Cycling Team     |
| 161-167 | PHV  | Parkhotel Valkenburg CT        |
| 171-177 | ACS  | AC Sparta Praha                |
| 181-187 | SWY  | Diftar Continental Cyclingteam |
| 191-197 | NST  | Novapor Speedbike Team         |

## Ordine d'arrivo (Top 10)
| Pos. | Corridore          | Squadra     | Tempo    |
| ---- | ------------------ | ----------- | -------- |
| 1    | Alexander Kristoff | Uno-X       | 4h04'06" |
| 2    | Jarne Van de Paar  | Lotto       | s.t.     |
| 3    | Pierre Barbier     | Wagner      | s.t.     |
| 4    | Simon Dehairs      | Alpecin     | s.t.     |
| 5    | Laurenz Rex        | Intermarché | s.t.     |
| 6    | Warre Vangheluwe   | Soudal Devo | s.t.     |
| 7    | Oded Kogut         | Israel      | s.t.     |
| 8    | Itamar Einhorn     | Israel      | s.t.     |
| 9    | Tord Gudmestad     | Uno-X       | s.t.     |
| 10   | Jake Stewart       | Israel      | s.t.     |